# Юго Лягтеенмякі
Юго Вяйньо Валттері Лягтеенмякі (фін. Juho Väinö Valtteri Lähteenmäki; нар. 15 червня 2006) — фінський футболіст, захисник данського клубу «Норшелланн».

## Клубна кар'єра
Виступав за юнацькі команди «Ілоярвен Ільвес» та «Ільвес», звідки в липні 2022 року перейшов до академії данського «Норшелланна».
11 грудня 2024 року продовжив контракт з клубом до літа 2028 року. 23 лютого 2025 року дебютував в основному складі «Норшелланна» в матчі данської Суперліги проти «Сеннер'юска», вийшовши в стартовому складі.
10 серпня 2025 року в поєдинку Суперліги проти «Сількеборга» забив свій перший гол у професіональній кар'єрі.

## Кар'єра в збірній
Виступав за збірні Фінляндії до 16, до 17, до 18 і до 19 років.

## Статистика виступів
Станом на 10 серпня 2025 
| Клуб              | Сезон             | Чемпіонат         | Чемпіонат | Чемпіонат | Кубок | Кубок | Єврокубки | Єврокубки | Інші  | Інші | Всього | Всього | Всього |
| Клуб              | Сезон             | Дивізіон          | Матчі     | Голи      | Матчі | Голи  | Матчі     | Голи      | Матчі | Голи | Матчі  | Голи   |        |
| ----------------- | ----------------- | ----------------- | --------- | --------- | ----- | ----- | --------- | --------- | ----- | ---- | ------ | ------ | ------ |
| Норшелланн        | 2024–25           | Суперліга         | 15        | 0         | 0     | 0     | —         | —         | —     | —    | 15     | 0      |        |
| Норшелланн        | 2025–26           | Суперліга         | 1         | 1         | 0     | 0     | —         | —         | —     | —    | 1      | 1      |        |
| Всього за кар'єру | Всього за кар'єру | Всього за кар'єру | 16        | 1         | 0     | 0     | 0         | 0         | 0     | 0    | 16     | 1      |        |